# Kurt Eccarius
Kurt Eccarius (ur. 5 marca 1905 w Coburgu, zm. 9 października 1984 tamże) – zbrodniarz hitlerowski, szef bloków więziennych w obozie koncentracyjnym Sachsenhausen i SS-Hauptscharführer.
Eccarius był szefem bloków więziennych (tzw. Zellenbau) w Sachsenhausen od momentu ich utworzenia w 1937 aż do maja 1945. Bloki te miały służyć głównie do karania więźniów, ale znajdował się tam również tzw. blok prominencki (tzw. Prominentenbau), gdzie przetrzymywano więźniów uprzywilejowanych. Między innymi znajdował się tam Stefan Rowecki po jego aresztowaniu przez gestapo. Rozstrzelano go w celi w początkach sierpnia 1944 a najbardziej prawdopodobnym sprawcą tej zbrodni jest właśnie Eccarius. Był on zresztą jednym z największych zbrodniarzy obozu Sachsenhausen, dokonując licznych egzekucji i maltretując więźniów na wszelkie sposoby. Aresztowany przez wojska brytyjskie, został wydany władzom radzieckim celem osądzenia.
Radziecki Trybunał Wojskowy w Berlinie skazał Eccariusa podczas procesu załogi Sachsenhausen na karę dożywotniego pozbawienia wolności połączonego z ciężkimi robotami. Zwolniono go w 1955 na mocy umowy amnestyjnej zawartej między ZSRR i RFN. Jednak wkrótce został on aresztowany przez władze zachodnioniemieckie i skazany 30 listopada 1962 przez sąd w Coburgu na 4 lata więzienia za udział w zabójstwach podczas marszu śmierci z Sachsenhausen w kwietniu 1945. Eccarius został ponownie aresztowany w lipcu 1967 pod zarzutami mordowania więźniów i jeńców radzieckich na terenie Sachsenhausen (w tym syna Józefa Stalina – Jakowa) w 1939, od września do grudnia 1941 oraz w latach 1942–1943. Sąd w Monachium uznał go za winnego i skazał 22 grudnia 1969 na 8 i pół roku pozbawienia wolności.